# Pasquale Del Pezzo
Pour les articles homonymes, voir Del Pezzo.
Pasquale Del Pezzo (Berlin, 2 mai 1859 – Naples, 20 juin 1936), duc de Caianello et marquis de Campodisola, est un mathématicien et homme politique italien, connu comme l'un des représentants de l'école italienne de géométrie algébrique et pour avoir donné son nom à une variété de surface.

## Biographie
Pasquale del Pezzo naît en 1859 à Berlin, en Allemagne, dans une famille appartenant à l'aristocratie napolitaine, son père étant représentant du roi de Naples. Il porte les titres de duc de Caianello et de marquis de Campodisola.
En 1880, il obtient une licence en droit. Il étudie à l'université de Naples avec Nicola Trudi (it) et Ettore Caporali, et sort diplômé en mathématiques en 1882. À partir de 1884, il enseigne à l'université de Naples dans les chaires de géométrie supérieure (à partir de 1894) et de géométrie projective (à partir de 1905). Il est doyen de la Faculté des sciences et plus tard recteur de l'université de Naples (de 1909 à 1911 et de 1919 à 1921).

## Activités politiques
Il est également maire de Naples de 1914 à 1917 et a également été inscrit à la Real Monte et à l'Archiconfrérie de San Giuseppe dell'Opera di Vestire i Nudi, une institution caritative et noble de Naples, atteignant le poste de surintendant dans la période 1875- 1877  .
Il est commandeur de l'ordre des Saints-Maurice-et-Lazare, grand officier de l'ordre de la Couronne d'Italie et de la Légion d'honneur. Nommé sénateur du royaume d'Italie le 12 novembre 1919, il occupe ce poste jusqu'à sa mort en 1936.
Initié à la franc-Maçonnerie, en 1888 il est affilié à la Loge maçonnique « Fede italica » de Naples ; il participe ensuite à la scission du Grand Orient d'Italie le 24 juin 1908, qui aboutit à la naissance de la Grande Loge d'Italie . Après la mort de Leone Caetani, sa fille Sveva lui a envoyé tous les différents documents relatifs à l'ordre Osiridien égyptien, dont Caetani l'avait nommé régent .

## Activités mathématiques
Il est membre de l'Académie royale des sciences, de l'Académie pontanienne, dont il est président de 1932 à 1934, de l'Académie des Lyncéens et de nombreuses sociétés mathématiques européennes. Il est membre du Conseil supérieur de l'instruction publique du 1er juillet 1905 au 30 juin 1909, membre de la Commission des jugements de la Haute Cour de justice de 1929 à 1934. Dans le discours de commémoration prononcé au Sénat le 15 décembre 1936, le président Luigi Federzoni dit de lui : « ... attiré depuis son adolescence par les études mathématiques, dans lesquelles il acquit une renommée mondiale, il fut reconnu comme l'un des créateurs de la géométrie à n dimensions, et il avait donné son nom à des théorèmes devenus des classiques. ».
on lui doit notamment les surfaces de Del Pezzo (en) en géométrie algébrique.

## Vie privée
Il épouse Anne Charlotte Leffler, auteure de théâtre suédoise, l'une des sœurs du mathématicien Gösta Mittag-Leffler, partisane, avec son œuvre littéraire, des droits des femmes, compressés par les conventions sociales  (Leffler est aussi connu comme biographe de la mathématicienne Sofya Kovalevskaja, son amie intime). De l'union, leur fils unique naît en juin 1892, baptisé Gaetano Del Pezzo (it). Elle meurt cette même année des suites d'une appendicite.
Del Pezzo épouse plus tard Elin Maria Carlsson.

## Distinctions
- Grand officier de l'ordre des Saints-Maurice-et-Lazare
- Grand officier de l'ordre de la Couronne d'Italie